# Serra San Quirico
Serra San Quirico är en ort och kommun i provinsen Ancona i regionen Marche i Italien. Kommunen hade 2 759 invånare (2018).